# National Motorcycle Museum (Inglaterra)

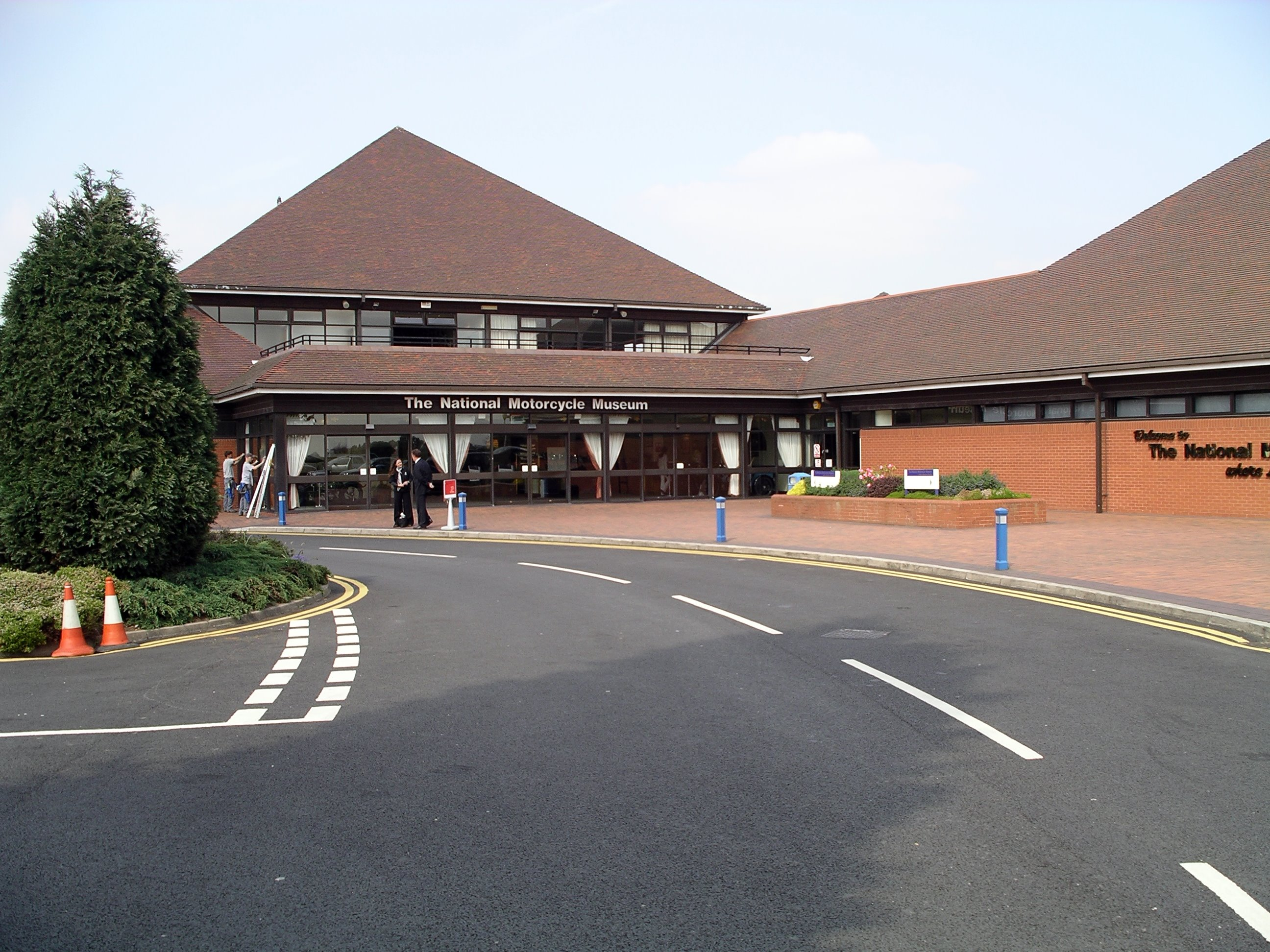
National Motorcycle Museum em 2007

O National Motorcycle Museum (em português: Museu Nacional da Motocicleta) é um museu pertencente a localidade de Bickenhill, na cidade inglesa de Solihull. Inaugurado em 1984 pelo colecionador e milionário Roy Richards, o museu, que é filiado ao British Motorcycle Charitable Trust, é temático e dedicado as motocicletas. O seu acervo permanente conta com mais de 850 modelos, sendo considerado o maior da Grã-Bretanha, além da maior coleção do mundo de motocicletas de fabricação britânica.

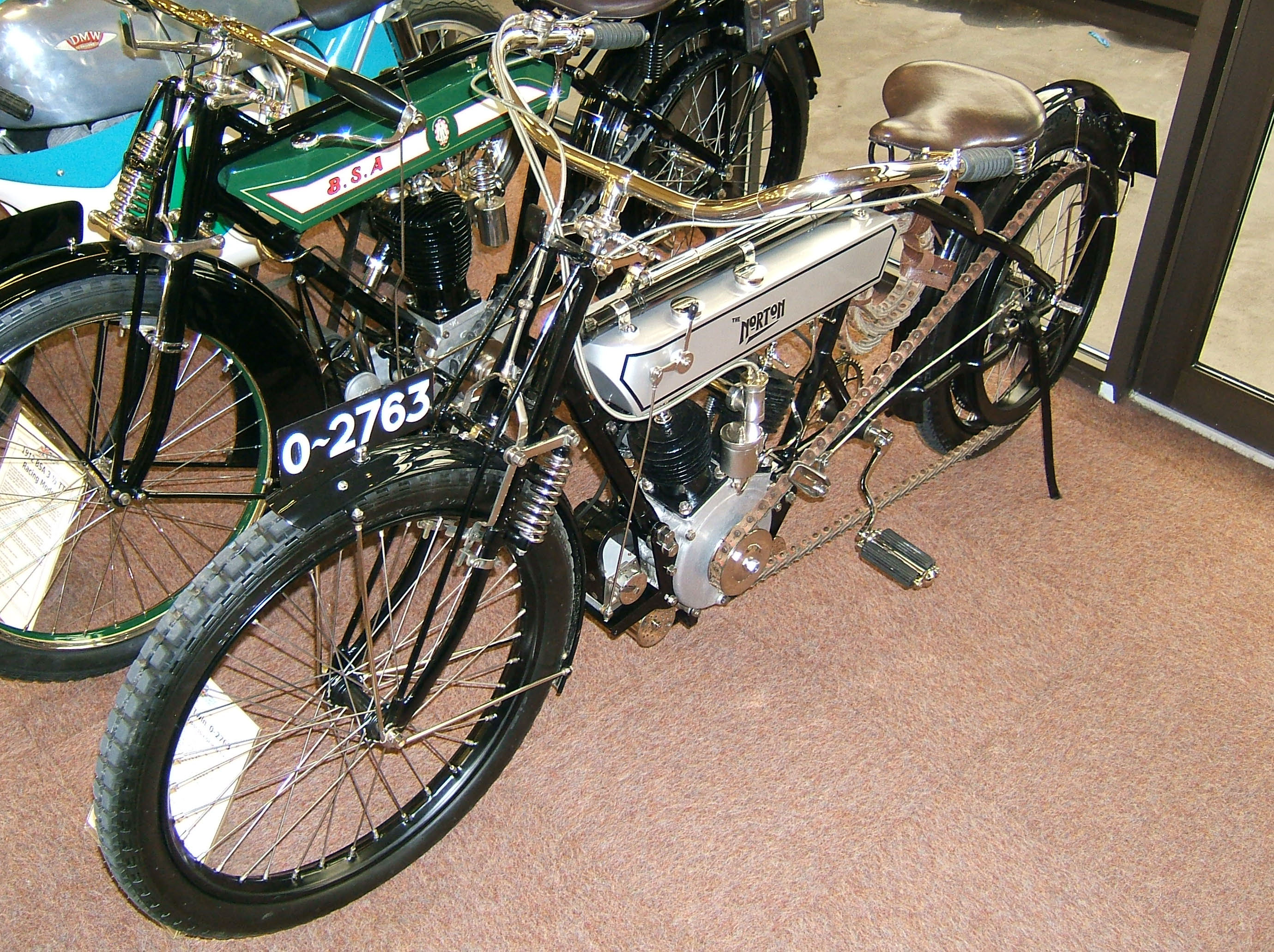
Raridades expostas como a Norton Twin de 1907

Entre os exemplares históricos, estão motos com mais de um século de fabricação e peças raras como o modelo Brough Superior Golden Dream de 1938, construída pela empresa George Brough Ltd., ou a Wilkinson TMC de 1912, fabricada pela empresa Wilkinson Sword. Entre outras atrações, estão motocicletas de fabricantes como: Birmingham Small Arms Company, Triumph Engineering (atual Triumph Motocicletas), Norton Motorcycle Company, Coventry-Eagle, New Imperial Motors, Norton Twin Motorcycle e Montgomery.

## Complexo
O local é um complexo de edifícios formado por dois hotéis e um auditório para conferências, administrados por empresas terceirizadas, além dos prédios do museu.

## Incêndio e reabertura

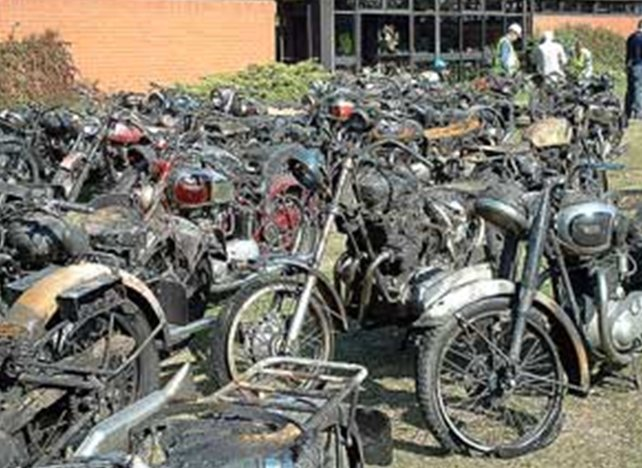
Motocicletas danificadas pelo incêndio de 2003

Em setembro de 2003, houve um grande incêndio no prédio do museu e 380 motocicletas não puderam ser retiradas a tempo, sendo destruídas. Depois disto, o prédio foi reformado e ampliado e em dezembro de 2004 houve a sua reabertura, sendo que, das peças destruídas, 150 motocicletas foram restauradas e voltaram ao acervo permanente.

## Pandemia de Covid-19
Devido à pandemia de Covid-19 em 2020, o museu ficou fechado por vários meses, gerando um défice econômico em seu faturamento devido a falta de recursos oriundos da venda de suvenires e ingressos, além dos recursos do arrendamento dos hotéis que fazem parte do complexo.
Para contornar o problema, o museu leiloou três itens do acervo: uma Norton Motorcycle Company Commando 850 de 1977, uma Ariel Motorcycles NG 350 de 1948 e uma BSA B31 350 de 1959.